# Michael Müller (Fußballspieler, 1989)
Michael Müller (* 16. August 1989 in Gengenbach) ist ein deutscher ehemaliger Fußballtorwart und heutiger Torwarttrainer.

## Karriere

### Verein
Müller spielte in seiner Jugend für verschiedene südwestdeutsche Vereine, als B-Jugendlicher wechselte er vom Offenburger FV in die Nachwuchsabteilung des SC Freiburg. Mit der U-19 des SC Freiburg gewann er 2009 die A-Jugend-Bundesliga Süd/Südwest, die Freiburger scheiterten aber im Halbfinale der Endrunde. 2009 wurde Müller für ein Jahr an den 1. FC Saarbrücken verliehen. Nach dem Ende der Ausleihe wechselte er zum VfL Wolfsburg, wo er nur in der Reserve zum Einsatz kam. Im Sommer 2012 wechselte er wieder zum 1. FC Saarbrücken. Er kam dort sowohl im Profikader in der 3. Liga als auch in der zweiten Mannschaft zum Einsatz. 2014 kehrte er zum SC Freiburg zurück, wo er als Ersatztorwart für die Reservemannschaft vorgesehen war.

### Trainer
Müller wurde 2014 Torwarttrainer bei den Junioren des SC Freiburg. Seit 2022 betreut er die Herrenmannschaft in dieser Position.